# 타멜라 J. 만

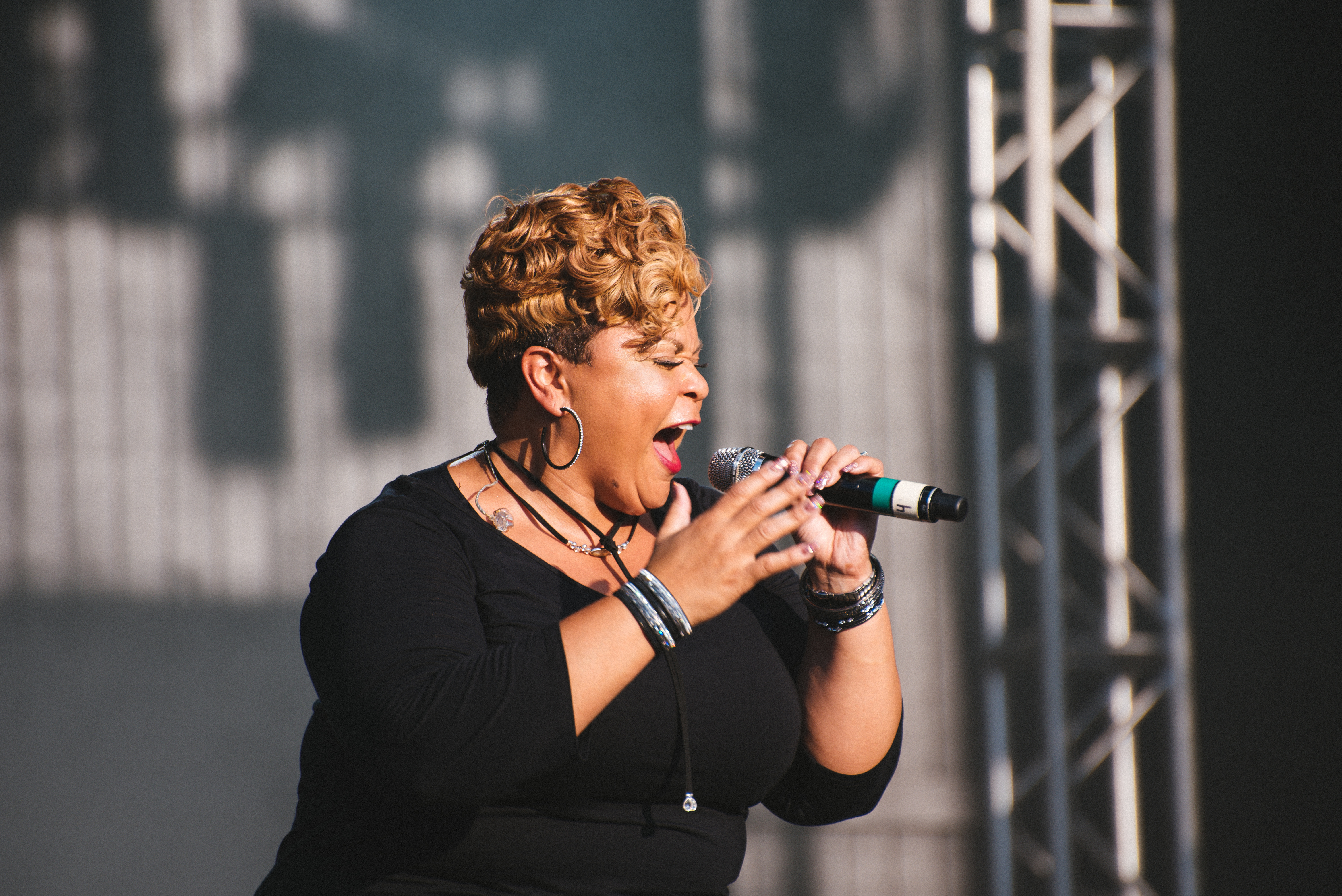

태믈라 J. 맨(Tamela Mann, 1966년 6월 9일 ~ )은 미국의 배우, 가수이다.
포트워스에서 태어났다.

## 출연 작품
- 마디아스 빅 해피 패밀리 (2011년)
- 마디아 감옥가다 (2009년)
- 미트 더 브라운즈 (2008, Meet the Browns) - 코라 시먼스 역
- 하우스 오브 페인 (2006년) - 코라 브라운 역
- 다이어리 오브 매드 블랙 우먼 (2005년)
- 마디아스 클래스 리유니언 (2003년)
- 아이 캔 두 배드 올 바이 마이셀프 (2002년)
- 다이어리 오브 어 매드 블랙 우먼 (2002년)
- 마디아 가족의 재결합 (2002년)
- 킹덤 컴 (2001년)

### 텔레비전
- Tyler Perry's House of Payne (2007-08) - 코라 시먼스 역
- Meet the Browns (2009-11) - 코라 시먼스 역